# Llista de masies de l'Urgell
Per municipi

Llista de masies i altres construccions relacionades de l'Urgell ordenades per municipi.
Informació actualitzada per un bot. Els canvis manuals es perdran quan s'actualitzi!
| imatge | Nom                        | instància de | Municipi               | Elevació s.n.m. en m | estat de conservació  | coordenades                                                            | Protecció                                            | Commons (més fotos)                        | WD                            |
| ------ | -------------------------- | ------------ | ---------------------- | -------------------- | --------------------- | ---------------------------------------------------------------------- | ---------------------------------------------------- | ------------------------------------------ | ----------------------------- |
|        | Ca l'Escampa               | masia        | Agramunt               |                      |                       | 41° 45′ 48″ N, 1° 04′ 40″ E / 41.763450329807°N,1.077703086127°E       |                                                      |                                            | Modifica les dades a Wikidata |
|        | Ca l'Isidori               | masia        | Agramunt               |                      |                       | 41° 45′ 48″ N, 1° 04′ 01″ E / 41.763268704184°N,1.066882099929°E       |                                                      |                                            | Modifica les dades a Wikidata |
|        | Cal Borres                 | masia        | Agramunt               |                      |                       | 41° 45′ 18″ N, 1° 02′ 57″ E / 41.754862176222°N,1.0490928287109°E      |                                                      |                                            | Modifica les dades a Wikidata |
|        | Cal Fino                   | masia        | Agramunt               |                      |                       | 41° 45′ 48″ N, 0° 59′ 56″ E / 41.7632215729353°N,0.998757720732731°E   |                                                      |                                            | Modifica les dades a Wikidata |
|        | Cal Mariana                | masia        | Agramunt               |                      |                       | 41° 44′ 02″ N, 1° 03′ 29″ E / 41.7338335347158°N,1.05804672026579°E    |                                                      |                                            | Modifica les dades a Wikidata |
|        | Cal Martorell              | masia        | Agramunt               |                      |                       | 41° 47′ 59″ N, 1° 04′ 35″ E / 41.7998427497888°N,1.07629941848053°E    |                                                      |                                            | Modifica les dades a Wikidata |
|        | Cal Martí de la Serra      | masia        | Agramunt               |                      |                       | 41° 45′ 29″ N, 1° 02′ 59″ E / 41.7580892297781°N,1.04961716177942°E    |                                                      |                                            | Modifica les dades a Wikidata |
|        | Cal Morer                  | masia        | Agramunt               |                      |                       | 41° 45′ 51″ N, 0° 59′ 59″ E / 41.7640670986536°N,0.999729889188847°E   |                                                      |                                            | Modifica les dades a Wikidata |
|        | Cal Tallador               | masia        | Agramunt               |                      |                       | 41° 46′ 31″ N, 1° 05′ 13″ E / 41.7753134083°N,1.0869740433004°E        |                                                      |                                            | Modifica les dades a Wikidata |
|        | Cal Trepat de Baix         | masia        | Agramunt               |                      |                       | 41° 46′ 30″ N, 1° 00′ 53″ E / 41.774989020407°N,1.0147945732628°E      |                                                      |                                            | Modifica les dades a Wikidata |
|        | Cal Trepat de Dalt         | masia        | Agramunt               |                      |                       | 41° 46′ 20″ N, 1° 01′ 02″ E / 41.772330109244°N,1.0172827923791°E      |                                                      |                                            | Modifica les dades a Wikidata |
|        | Clot de Bandera            | masia        | Agramunt               |                      |                       | 41° 47′ 12″ N, 1° 03′ 32″ E / 41.786551626459°N,1.0589623533285°E      |                                                      |                                            | Modifica les dades a Wikidata |
|        | el Sot                     | masia        | Agramunt               |                      |                       | 41° 47′ 33″ N, 1° 04′ 22″ E / 41.7926343360813°N,1.07288048746665°E    |                                                      |                                            | Modifica les dades a Wikidata |
|        | Hort del Siscar            | masia        | Agramunt               |                      |                       | 41° 47′ 28″ N, 1° 05′ 40″ E / 41.79098892211914°N,1.0945329666137695°E |                                                      |                                            | Modifica les dades a Wikidata |
|        | lo Ciment                  | masia        | Agramunt               |                      |                       | 41° 50′ 58″ N, 1° 03′ 21″ E / 41.8493767125568°N,1.05591603259872°E    |                                                      |                                            | Modifica les dades a Wikidata |
|        | Marrugat                   | masia        | Agramunt               |                      |                       | 41° 47′ 26″ N, 1° 04′ 59″ E / 41.7906521878252°N,1.08306096652717°E    |                                                      |                                            | Modifica les dades a Wikidata |
|        | Mas d'en Palau             | masia        | Agramunt               |                      |                       | 41° 50′ 43″ N, 1° 07′ 09″ E / 41.8452884245075°N,1.11921504349317°E    |                                                      |                                            | Modifica les dades a Wikidata |
|        | Mas Daurador               | masia        | Agramunt               |                      |                       | 41° 45′ 46″ N, 1° 02′ 34″ E / 41.762861445236°N,1.0428358217788°E      |                                                      |                                            | Modifica les dades a Wikidata |
|        | Mas de Muntada             | masia        | Agramunt               |                      |                       | 41° 45′ 34″ N, 1° 04′ 33″ E / 41.7594838986518°N,1.07570134728185°E    |                                                      |                                            | Modifica les dades a Wikidata |
|        | Masia de Cal Pera          | masia        | Agramunt               |                      |                       | 41° 47′ 34″ N, 1° 03′ 46″ E / 41.7927243709386°N,1.06270824162933°E    |                                                      |                                            | Modifica les dades a Wikidata |
|        | Masia de la Casa Nova      | masia        | Agramunt               |                      |                       | 41° 44′ 20″ N, 1° 02′ 48″ E / 41.7388806530224°N,1.04656717751571°E    |                                                      |                                            | Modifica les dades a Wikidata |
|        | Masia de les Comes         | masia        | Agramunt               |                      |                       | 41° 44′ 41″ N, 1° 00′ 57″ E / 41.7446326247387°N,1.01590701268798°E    |                                                      |                                            | Modifica les dades a Wikidata |
|        | Masia del Pipó             | masia        | Agramunt               |                      |                       | 41° 44′ 12″ N, 1° 04′ 03″ E / 41.736531192818°N,1.06740462408428°E     |                                                      |                                            | Modifica les dades a Wikidata |
|        | Masia del Rita             | masia        | Agramunt               |                      |                       | 41° 47′ 51″ N, 1° 06′ 00″ E / 41.7975173107185°N,1.09999542476041°E    |                                                      |                                            | Modifica les dades a Wikidata |
|        | Masia Jolonc               | masia        | Agramunt               |                      |                       | 41° 43′ 32″ N, 1° 02′ 39″ E / 41.7254487048342°N,1.0442571875374°E     |                                                      |                                            | Modifica les dades a Wikidata |
|        | Masia Vella                | masia        | Agramunt               |                      |                       | 41° 44′ 07″ N, 1° 02′ 51″ E / 41.7352379631945°N,1.04738702734358°E    |                                                      |                                            | Modifica les dades a Wikidata |
|        | Serrallonga                | masia        | Agramunt               |                      |                       | 41° 48′ 10″ N, 1° 06′ 50″ E / 41.802776882054°N,1.1138416095482°E      |                                                      |                                            | Modifica les dades a Wikidata |
|        | Cal Cantirer               | masia        | Anglesola              |                      |                       | 41° 41′ 15″ N, 1° 02′ 52″ E / 41.6874087541311°N,1.04764495779239°E    |                                                      |                                            | Modifica les dades a Wikidata |
|        | Cal Futroi                 | masia        | Anglesola              |                      |                       | 41° 40′ 27″ N, 1° 04′ 15″ E / 41.6742367520893°N,1.07084356642447°E    |                                                      |                                            | Modifica les dades a Wikidata |
|        | Casa del Quico             | masia        | Anglesola              |                      |                       | 41° 39′ 12″ N, 1° 04′ 29″ E / 41.6534144666027°N,1.07465960559107°E    |                                                      |                                            | Modifica les dades a Wikidata |
|        | la Mina                    | masia        | Anglesola              |                      |                       | 41° 40′ 42″ N, 1° 03′ 09″ E / 41.678367224567°N,1.0526070664026°E      |                                                      |                                            | Modifica les dades a Wikidata |
|        | les Bombes                 | masia        | Anglesola              |                      |                       | 41° 41′ 08″ N, 1° 06′ 36″ E / 41.685631247511°N,1.1100592817565°E      |                                                      |                                            | Modifica les dades a Wikidata |
|        | Mas Florenç                | masia        | Anglesola              |                      |                       | 41° 39′ 37″ N, 1° 01′ 46″ E / 41.6603566245141°N,1.02939032019772°E    |                                                      |                                            | Modifica les dades a Wikidata |
|        | Masia Adrals               | masia        | Anglesola              |                      |                       | 41° 41′ 41″ N, 1° 02′ 14″ E / 41.6946638270948°N,1.03735555882441°E    |                                                      |                                            | Modifica les dades a Wikidata |
|        | Masia Albareda             | masia        | Anglesola              |                      |                       | 41° 39′ 23″ N, 1° 03′ 38″ E / 41.6564370297623°N,1.06051840682093°E    |                                                      |                                            | Modifica les dades a Wikidata |
|        | Masia d'Emmaús             | masia        | Anglesola              |                      |                       | 41° 39′ 28″ N, 1° 03′ 14″ E / 41.6579°N,1.0538°E                       |                                                      |                                            | Modifica les dades a Wikidata |
|        | Masia del Gambús           | masia        | Anglesola              |                      |                       | 41° 39′ 33″ N, 1° 03′ 43″ E / 41.6591449557511°N,1.06193838426548°E    |                                                      |                                            | Modifica les dades a Wikidata |
|        | Masia del Pigat            | masia        | Anglesola              |                      |                       | 41° 40′ 58″ N, 1° 06′ 02″ E / 41.682772166049°N,1.1005314993556°E      |                                                      |                                            | Modifica les dades a Wikidata |
|        | Masia el Pera              | masia        | Anglesola              |                      |                       | 41° 40′ 27″ N, 1° 03′ 13″ E / 41.6742990634577°N,1.05371138183748°E    |                                                      |                                            | Modifica les dades a Wikidata |
|        | Masia Mingot               | masia        | Anglesola              |                      |                       | 41° 41′ 25″ N, 1° 02′ 41″ E / 41.69015556°N,1.04480278°E               |                                                      |                                            | Modifica les dades a Wikidata |
|        | Masia Ramon del Cantí      | masia        | Anglesola              |                      |                       | 41° 40′ 57″ N, 1° 02′ 53″ E / 41.6825448339616°N,1.04815247745586°E    |                                                      |                                            | Modifica les dades a Wikidata |
|        | Torre Anguera              | masia        | Anglesola              |                      |                       | 41° 40′ 35″ N, 1° 03′ 45″ E / 41.676510291051°N,1.06251052362453°E     |                                                      |                                            | Modifica les dades a Wikidata |
|        | Torre Bonet                | masia        | Anglesola              |                      |                       | 41° 40′ 33″ N, 1° 03′ 30″ E / 41.6759350294898°N,1.05831116611746°E    |                                                      |                                            | Modifica les dades a Wikidata |
|        | Torre Canyada              | masia        | Anglesola              |                      |                       | 41° 40′ 44″ N, 1° 03′ 06″ E / 41.6787664653041°N,1.05159447875126°E    |                                                      |                                            | Modifica les dades a Wikidata |
|        | Torre de l'Espina          | masia        | Anglesola              |                      |                       | 41° 39′ 17″ N, 1° 02′ 16″ E / 41.654696867948°N,1.0377087075069°E      |                                                      |                                            | Modifica les dades a Wikidata |
|        | Torre de l'Obac            | masia        | Anglesola              |                      |                       | 41° 40′ 15″ N, 1° 03′ 53″ E / 41.6709632333195°N,1.06470699240216°E    |                                                      |                                            | Modifica les dades a Wikidata |
|        | Torre del Climent          | masia        | Anglesola              |                      |                       | 41° 38′ 47″ N, 1° 02′ 25″ E / 41.6463130325421°N,1.04031313394475°E    |                                                      |                                            | Modifica les dades a Wikidata |
|        | Torre del Fermí            | masia        | Anglesola              |                      |                       | 41° 40′ 16″ N, 1° 03′ 56″ E / 41.6711310278323°N,1.06557885995707°E    |                                                      |                                            | Modifica les dades a Wikidata |
|        | Torre del Fermín           | masia        | Anglesola              |                      |                       | 41° 39′ 24″ N, 1° 03′ 34″ E / 41.6567234392548°N,1.05934488206414°E    |                                                      |                                            | Modifica les dades a Wikidata |
|        | Torre del Ferro            | masia        | Anglesola              |                      |                       | 41° 40′ 23″ N, 1° 04′ 01″ E / 41.6729286795054°N,1.06696653092683°E    |                                                      |                                            | Modifica les dades a Wikidata |
|        | Torre del Lelo             | masia        | Anglesola              |                      |                       | 41° 40′ 29″ N, 1° 03′ 30″ E / 41.6746915365023°N,1.05827647544138°E    |                                                      |                                            | Modifica les dades a Wikidata |
|        | Torre del Mònico           | masia        | Anglesola              |                      |                       | 41° 39′ 47″ N, 1° 01′ 59″ E / 41.6630426067679°N,1.03318786176967°E    |                                                      |                                            | Modifica les dades a Wikidata |
|        | Torre del Roig             | masia        | Anglesola              |                      |                       | 41° 40′ 15″ N, 1° 04′ 01″ E / 41.6708674125563°N,1.06704023286885°E    |                                                      |                                            | Modifica les dades a Wikidata |
|        | Torre del Verdú            | masia        | Anglesola              |                      |                       | 41° 40′ 32″ N, 1° 03′ 51″ E / 41.6754477631541°N,1.06412812569135°E    |                                                      |                                            | Modifica les dades a Wikidata |
|        | Torre el Miró              | masia        | Anglesola              |                      |                       | 41° 40′ 09″ N, 1° 03′ 04″ E / 41.6690384832958°N,1.05101107287717°E    |                                                      |                                            | Modifica les dades a Wikidata |
|        | Torre Gassol               | masia        | Anglesola              |                      |                       | 41° 40′ 26″ N, 1° 03′ 19″ E / 41.6740216625212°N,1.05541354524676°E    |                                                      |                                            | Modifica les dades a Wikidata |
|        | Torre Montserrat           | masia        | Anglesola              |                      |                       | 41° 40′ 09″ N, 1° 02′ 44″ E / 41.66924303743°N,1.0456751057886°E       |                                                      |                                            | Modifica les dades a Wikidata |
|        | Torre Peguera              | masia        | Anglesola              |                      |                       | 41° 40′ 06″ N, 1° 03′ 23″ E / 41.6682848302195°N,1.05649914607855°E    |                                                      |                                            | Modifica les dades a Wikidata |
|        | Torre Segarreta            | masia        | Anglesola              |                      |                       | 41° 40′ 46″ N, 1° 03′ 00″ E / 41.6794165546356°N,1.05009716610064°E    |                                                      |                                            | Modifica les dades a Wikidata |
|        | Xalet del Peguera          | masia        | Anglesola              |                      |                       | 41° 39′ 01″ N, 1° 04′ 51″ E / 41.6503107087239°N,1.08079228372976°E    |                                                      |                                            | Modifica les dades a Wikidata |
|        | Cal Sabata                 | masia        | Belianes               |                      |                       | 41° 33′ 44″ N, 1° 00′ 29″ E / 41.562321122609°N,1.0081288883188°E      |                                                      |                                            | Modifica les dades a Wikidata |
|        | Casa de l'Ouaire           | masia        | Belianes               |                      |                       | 41° 34′ 27″ N, 1° 00′ 22″ E / 41.5742485123252°N,1.00613918926148°E    |                                                      |                                            | Modifica les dades a Wikidata |
|        | Torre de la Planeta        | masia        | Belianes               |                      |                       | 41° 34′ 24″ N, 1° 00′ 19″ E / 41.5733404784593°N,1.00519560598088°E    |                                                      |                                            | Modifica les dades a Wikidata |
|        | Torre Mora                 | masia        | Belianes               |                      |                       | 41° 34′ 54″ N, 0° 58′ 39″ E / 41.5816374244156°N,0.977470313654232°E   |                                                      |                                            | Modifica les dades a Wikidata |
|        | Ca l'Eusèbia               | masia        | Bellpuig               |                      |                       | 41° 37′ 53″ N, 1° 00′ 20″ E / 41.6314585495803°N,1.00561306776826°E    |                                                      |                                            | Modifica les dades a Wikidata |
|        | Ca la Cila                 | masia        | Bellpuig               |                      |                       | 41° 40′ 03″ N, 1° 01′ 05″ E / 41.6675213594187°N,1.01813314846379°E    |                                                      |                                            | Modifica les dades a Wikidata |
|        | Ca la Sofia                | masia        | Bellpuig               |                      |                       | 41° 40′ 33″ N, 1° 00′ 43″ E / 41.6757258612398°N,1.01185081428906°E    |                                                      |                                            | Modifica les dades a Wikidata |
|        | Cal Carabassa              | masia        | Bellpuig               |                      |                       | 41° 37′ 11″ N, 1° 00′ 32″ E / 41.6196288111677°N,1.00901439835407°E    |                                                      |                                            | Modifica les dades a Wikidata |
|        | Cal Costa                  | masia        | Bellpuig               |                      |                       | 41° 40′ 31″ N, 1° 00′ 57″ E / 41.6752653281317°N,1.01594940854251°E    |                                                      |                                            | Modifica les dades a Wikidata |
|        | Cal Gabriel                | masia        | Bellpuig               |                      |                       | 41° 39′ 12″ N, 1° 01′ 08″ E / 41.6534295016655°N,1.01885355312358°E    |                                                      |                                            | Modifica les dades a Wikidata |
|        | Cal Garriga                | masia        | Bellpuig               |                      |                       | 41° 37′ 10″ N, 1° 00′ 27″ E / 41.6194389161919°N,1.0074118924484°E     |                                                      |                                            | Modifica les dades a Wikidata |
|        | Cal Lahuerta               | masia        | Bellpuig               |                      |                       | 41° 40′ 18″ N, 1° 01′ 05″ E / 41.6716713908527°N,1.01801782243058°E    |                                                      |                                            | Modifica les dades a Wikidata |
|        | Cal Maginet                | masia        | Bellpuig               |                      |                       | 41° 40′ 17″ N, 1° 00′ 43″ E / 41.6714393670681°N,1.01188666881286°E    |                                                      |                                            | Modifica les dades a Wikidata |
|        | Cal Pere Pigat             | masia        | Bellpuig               |                      |                       | 41° 40′ 25″ N, 1° 01′ 06″ E / 41.6737377698593°N,1.01824271362609°E    |                                                      |                                            | Modifica les dades a Wikidata |
|        | Casa del Robert            | masia        | Bellpuig               |                      |                       | 41° 37′ 52″ N, 1° 01′ 02″ E / 41.6311026747704°N,1.01731668983702°E    |                                                      |                                            | Modifica les dades a Wikidata |
|        | Caseta del Canal           | masia        | Bellpuig               |                      |                       | 41° 36′ 16″ N, 0° 58′ 41″ E / 41.6043187232782°N,0.978129865318836°E   |                                                      |                                            | Modifica les dades a Wikidata |
|        | el Molí                    | masia        | Bellpuig               |                      |                       | 41° 37′ 12″ N, 1° 00′ 38″ E / 41.6200361815294°N,1.01069424650198°E    |                                                      |                                            | Modifica les dades a Wikidata |
|        | Masia Andreu               | masia        | Bellpuig               |                      |                       | 41° 40′ 30″ N, 1° 00′ 42″ E / 41.6749911096328°N,1.01154908519319°E    |                                                      |                                            | Modifica les dades a Wikidata |
|        | Masia Antonarro            | masia        | Bellpuig               |                      |                       | 41° 40′ 28″ N, 1° 00′ 42″ E / 41.6745619349876°N,1.01173047957094°E    |                                                      |                                            | Modifica les dades a Wikidata |
|        | Masia del Rei              | masia        | Bellpuig               |                      |                       | 41° 38′ 59″ N, 1° 00′ 51″ E / 41.6497810793697°N,1.01411404926591°E    |                                                      |                                            | Modifica les dades a Wikidata |
|        | Masia el Llebre            | masia        | Bellpuig               |                      |                       | 41° 40′ 21″ N, 1° 01′ 06″ E / 41.6725250140721°N,1.01842407629086°E    |                                                      |                                            | Modifica les dades a Wikidata |
|        | Masia Petit                | masia        | Bellpuig               |                      |                       | 41° 40′ 06″ N, 1° 01′ 15″ E / 41.6682958274342°N,1.02073994833467°E    |                                                      |                                            | Modifica les dades a Wikidata |
|        | Torre Bessa                | masia        | Bellpuig               |                      |                       | 41° 37′ 10″ N, 1° 00′ 47″ E / 41.6195001210623°N,1.01302723235228°E    |                                                      |                                            | Modifica les dades a Wikidata |
|        | Torre de l'Alet            | masia        | Bellpuig               |                      |                       | 41° 38′ 13″ N, 1° 01′ 44″ E / 41.6368521886021°N,1.02902621261742°E    |                                                      |                                            | Modifica les dades a Wikidata |
|        | Torre de l'Arbequí         | masia        | Bellpuig               |                      |                       | 41° 35′ 53″ N, 0° 59′ 25″ E / 41.598035876221°N,0.99023275638955°E     |                                                      |                                            | Modifica les dades a Wikidata |
|        | Torre de l'Estany          | masia        | Bellpuig               |                      |                       | 41° 39′ 21″ N, 1° 01′ 10″ E / 41.6557564187711°N,1.01956282796451°E    |                                                      |                                            | Modifica les dades a Wikidata |
|        | Torre de la Consuelo       | masia        | Bellpuig               |                      |                       | 41° 38′ 23″ N, 1° 00′ 34″ E / 41.6397232015378°N,1.00957240829314°E    |                                                      |                                            | Modifica les dades a Wikidata |
|        | Torre de Sant Isidre       | masia        | Bellpuig               |                      |                       | 41° 39′ 50″ N, 1° 01′ 40″ E / 41.6639156775772°N,1.02790051292261°E    |                                                      |                                            | Modifica les dades a Wikidata |
|        | Torre del Bacardí          | masia        | Bellpuig               |                      |                       | 41° 38′ 07″ N, 0° 58′ 48″ E / 41.6352098587902°N,0.980093704676248°E   |                                                      |                                            | Modifica les dades a Wikidata |
|        | Torre del Barberet         | masia        | Bellpuig               |                      |                       | 41° 36′ 57″ N, 0° 58′ 48″ E / 41.6158434508854°N,0.979966185785099°E   |                                                      |                                            | Modifica les dades a Wikidata |
|        | Torre del Bernat           | masia        | Bellpuig               |                      |                       | 41° 37′ 26″ N, 0° 57′ 59″ E / 41.6238789559973°N,0.966271502307595°E   |                                                      |                                            | Modifica les dades a Wikidata |
|        | Torre del Bernaus          | masia        | Bellpuig               |                      |                       | 41° 37′ 16″ N, 0° 58′ 39″ E / 41.621229625023°N,0.97750966313715°E     |                                                      |                                            | Modifica les dades a Wikidata |
|        | Torre del Coix             | masia        | Bellpuig               |                      |                       | 41° 35′ 39″ N, 0° 58′ 51″ E / 41.594267056864°N,0.98075148099866°E     |                                                      |                                            | Modifica les dades a Wikidata |
|        | Torre del Colom            | masia        | Bellpuig               |                      |                       | 41° 38′ 19″ N, 1° 02′ 17″ E / 41.6384917316271°N,1.03799286900914°E    |                                                      |                                            | Modifica les dades a Wikidata |
|        | Torre del Figueres         | masia        | Bellpuig               |                      |                       | 41° 38′ 16″ N, 1° 00′ 08″ E / 41.637873283791°N,1.0022015539362°E      |                                                      |                                            | Modifica les dades a Wikidata |
|        | Torre del Jarque           | masia        | Bellpuig               |                      |                       | 41° 38′ 12″ N, 1° 01′ 47″ E / 41.636549463577°N,1.0298555014702°E      |                                                      |                                            | Modifica les dades a Wikidata |
|        | Torre del Jounou           | masia        | Bellpuig               |                      |                       | 41° 38′ 42″ N, 1° 01′ 01″ E / 41.6449951946902°N,1.01704677775039°E    |                                                      |                                            | Modifica les dades a Wikidata |
|        | Torre del Jover            | masia        | Bellpuig               |                      |                       | 41° 39′ 50″ N, 1° 00′ 49″ E / 41.6639944832957°N,1.01365318414825°E    |                                                      |                                            | Modifica les dades a Wikidata |
|        | Torre del Mangano          | masia        | Bellpuig               |                      |                       | 41° 37′ 18″ N, 1° 01′ 09″ E / 41.6216845570634°N,1.01904568488892°E    |                                                      |                                            | Modifica les dades a Wikidata |
|        | Torre del Mata             | masia        | Bellpuig               |                      |                       | 41° 38′ 37″ N, 1° 01′ 08″ E / 41.643565192464°N,1.0188354347845°E      |                                                      |                                            | Modifica les dades a Wikidata |
|        | Torre del Molet            | masia        | Bellpuig               |                      |                       | 41° 38′ 11″ N, 0° 59′ 48″ E / 41.6365106582539°N,0.99677709420133°E    |                                                      |                                            | Modifica les dades a Wikidata |
|        | Torre del Moreno           | masia        | Bellpuig               |                      |                       | 41° 39′ 49″ N, 1° 00′ 54″ E / 41.6637104149449°N,1.01493506690413°E    |                                                      |                                            | Modifica les dades a Wikidata |
|        | Torre del Moretó           | masia        | Bellpuig               |                      |                       | 41° 35′ 25″ N, 0° 58′ 58″ E / 41.5901610108841°N,0.982782858887733°E   |                                                      |                                            | Modifica les dades a Wikidata |
|        | Torre del Nani             | masia        | Bellpuig               |                      |                       | 41° 38′ 17″ N, 0° 59′ 48″ E / 41.6379207904909°N,0.996553319922677°E   |                                                      |                                            | Modifica les dades a Wikidata |
|        | Torre del Paella           | masia        | Bellpuig               |                      |                       | 41° 39′ 41″ N, 1° 00′ 53″ E / 41.661506482418°N,1.0146822909102°E      |                                                      |                                            | Modifica les dades a Wikidata |
|        | Torre del Pallàs           | masia        | Bellpuig               |                      |                       | 41° 37′ 21″ N, 1° 00′ 52″ E / 41.6223687568217°N,1.01433150287901°E    |                                                      |                                            | Modifica les dades a Wikidata |
|        | Torre del Palomes          | masia        | Bellpuig               |                      |                       | 41° 39′ 04″ N, 1° 00′ 45″ E / 41.6510838755957°N,1.01236881612147°E    |                                                      |                                            | Modifica les dades a Wikidata |
|        | Torre del Panxeta          | masia        | Bellpuig               |                      |                       | 41° 39′ 05″ N, 1° 01′ 01″ E / 41.65145218937°N,1.01700480160071°E      |                                                      |                                            | Modifica les dades a Wikidata |
|        | Torre del Pelletes         | masia        | Bellpuig               |                      |                       | 41° 39′ 19″ N, 1° 01′ 18″ E / 41.6552905693605°N,1.02179882029155°E    |                                                      |                                            | Modifica les dades a Wikidata |
|        | Torre del Pla              | masia        | Bellpuig               |                      |                       | 41° 39′ 10″ N, 1° 00′ 21″ E / 41.6528868666581°N,1.00570851710242°E    |                                                      |                                            | Modifica les dades a Wikidata |
|        | Torre del Pla del Bosc     | masia        | Bellpuig               |                      |                       | 41° 38′ 49″ N, 1° 00′ 37″ E / 41.647020721617°N,1.0103242001499°E      |                                                      |                                            | Modifica les dades a Wikidata |
|        | Torre del Poncic           | masia        | Bellpuig               |                      |                       | 41° 38′ 34″ N, 1° 00′ 43″ E / 41.6427081307325°N,1.01186989532469°E    |                                                      |                                            | Modifica les dades a Wikidata |
|        | Torre del Porta            | masia        | Bellpuig               |                      |                       | 41° 40′ 00″ N, 1° 00′ 42″ E / 41.6665280090793°N,1.01172553360242°E    |                                                      |                                            | Modifica les dades a Wikidata |
|        | Torre del Reig             | masia        | Bellpuig               |                      |                       | 41° 38′ 50″ N, 1° 01′ 07″ E / 41.647165889651°N,1.0187250836755°E      |                                                      |                                            | Modifica les dades a Wikidata |
|        | Torre del Roc              | masia        | Bellpuig               |                      |                       | 41° 38′ 51″ N, 0° 59′ 37″ E / 41.6475877726103°N,0.993624026437299°E   |                                                      |                                            | Modifica les dades a Wikidata |
|        | Torre del Segarra          | masia        | Bellpuig               |                      |                       | 41° 38′ 58″ N, 0° 59′ 49″ E / 41.649491846702°N,0.99703925909634°E     |                                                      |                                            | Modifica les dades a Wikidata |
|        | Torre del Simeó            | masia        | Bellpuig               |                      |                       | 41° 38′ 44″ N, 1° 00′ 51″ E / 41.6456748061451°N,1.01415614290887°E    |                                                      |                                            | Modifica les dades a Wikidata |
|        | Torre del Tarragó          | masia        | Bellpuig               |                      |                       | 41° 38′ 00″ N, 1° 00′ 25″ E / 41.6333117253117°N,1.00704456417164°E    |                                                      |                                            | Modifica les dades a Wikidata |
|        | Torre del Titet            | masia        | Bellpuig               |                      |                       | 41° 36′ 53″ N, 0° 58′ 22″ E / 41.6147903886826°N,0.972846035255792°E   |                                                      |                                            | Modifica les dades a Wikidata |
|        | Torre del Viles            | masia        | Bellpuig               |                      |                       | 41° 39′ 51″ N, 1° 01′ 10″ E / 41.664289867726°N,1.0194010899218°E      |                                                      |                                            | Modifica les dades a Wikidata |
|        | Torre Sala                 | masia        | Bellpuig               |                      |                       | 41° 36′ 57″ N, 0° 59′ 01″ E / 41.615934084358°N,0.98367608341307°E     |                                                      |                                            | Modifica les dades a Wikidata |
|        | Torre Verdeguer            | masia        | Bellpuig               |                      |                       | 41° 40′ 10″ N, 1° 00′ 22″ E / 41.669462456578°N,1.0060295169387°E      |                                                      |                                            | Modifica les dades a Wikidata |
|        | Torre Vilaplana            | masia        | Bellpuig               |                      |                       | 41° 38′ 27″ N, 1° 00′ 34″ E / 41.64069874803°N,1.0093181144707°E       |                                                      |                                            | Modifica les dades a Wikidata |
|        | Xalet de l'Isidre          | masia        | Bellpuig               |                      |                       | 41° 37′ 21″ N, 1° 01′ 02″ E / 41.6224976266657°N,1.01710028194596°E    |                                                      |                                            | Modifica les dades a Wikidata |
|        | Xalet del Florensa         | masia        | Bellpuig               |                      |                       | 41° 37′ 19″ N, 1° 01′ 04″ E / 41.6219038163238°N,1.01765861876207°E    |                                                      |                                            | Modifica les dades a Wikidata |
|        | Cal Mingo                  | masia        | Castellserà            |                      |                       | 41° 43′ 43″ N, 0° 58′ 36″ E / 41.7285761831668°N,0.976785826347513°E   |                                                      |                                            | Modifica les dades a Wikidata |
|        | Cal Monic                  | masia        | Castellserà            |                      |                       | 41° 46′ 00″ N, 1° 00′ 01″ E / 41.766796450944°N,1.00027064220632°E     |                                                      |                                            | Modifica les dades a Wikidata |
|        | Cal Porta                  | masia        | Castellserà            |                      |                       | 41° 45′ 15″ N, 0° 59′ 06″ E / 41.7542014901464°N,0.985097947895033°E   |                                                      |                                            | Modifica les dades a Wikidata |
|        | Cal Roig                   | masia        | Castellserà            |                      |                       | 41° 45′ 22″ N, 0° 58′ 59″ E / 41.7559939727249°N,0.983057238331853°E   |                                                      |                                            | Modifica les dades a Wikidata |
|        | Can Tosquella              | masia        | Castellserà            |                      |                       | 41° 45′ 35″ N, 0° 58′ 13″ E / 41.7597512876917°N,0.970369528071584°E   |                                                      |                                            | Modifica les dades a Wikidata |
|        | Caseta del Canal           | masia        | Castellserà            |                      |                       | 41° 46′ 05″ N, 1° 00′ 11″ E / 41.7680532860128°N,1.00314292801773°E    |                                                      | Caseta del Canal (Castellserà)             | Modifica les dades a Wikidata |
|        | la Panera                  | masia        | Castellserà            | 272                  |                       | 41° 44′ 50″ N, 0° 59′ 11″ E / 41.747272222222°N,0.98640555555556°E     | bé d'interès cultural bé cultural d'interès nacional | La Panera (Castellserà)                    | Modifica les dades a Wikidata |
|        | Mas Coron                  | masia        | Castellserà            |                      |                       | 41° 45′ 00″ N, 0° 59′ 24″ E / 41.7499752875354°N,0.990113085007878°E   |                                                      |                                            | Modifica les dades a Wikidata |
|        | Mas de l'Aiguader          | masia        | Castellserà            |                      |                       | 41° 45′ 19″ N, 1° 01′ 34″ E / 41.755372087751°N,1.0262244869979°E      |                                                      |                                            | Modifica les dades a Wikidata |
|        | Masia Aguilar              | masia        | Castellserà            |                      |                       | 41° 44′ 59″ N, 0° 59′ 25″ E / 41.7497188711158°N,0.990385677348509°E   |                                                      |                                            | Modifica les dades a Wikidata |
|        | Masia Carnisser            | masia        | Castellserà            |                      |                       | 41° 44′ 56″ N, 1° 01′ 40″ E / 41.748792412632°N,1.0278657283031°E      |                                                      |                                            | Modifica les dades a Wikidata |
|        | Masia d'en Pere            | masia        | Castellserà            |                      |                       | 41° 44′ 56″ N, 0° 59′ 58″ E / 41.7489061823463°N,0.999551332808525°E   |                                                      |                                            | Modifica les dades a Wikidata |
|        | Masia de l'Andorrà         | masia        | Castellserà            |                      |                       | 41° 45′ 29″ N, 0° 59′ 29″ E / 41.758166361028°N,0.991385039472456°E    |                                                      |                                            | Modifica les dades a Wikidata |
|        | Masia de l'Eroles          | masia        | Castellserà            |                      |                       | 41° 45′ 05″ N, 1° 00′ 13″ E / 41.7514°N,1.00352°E                      |                                                      |                                            | Modifica les dades a Wikidata |
|        | Masia de l'Esteve          | masia        | Castellserà            |                      |                       | 41° 45′ 33″ N, 0° 59′ 30″ E / 41.7592067897515°N,0.991653298862291°E   |                                                      |                                            | Modifica les dades a Wikidata |
|        | Masia del Bep Viudo        | masia        | Castellserà            |                      |                       | 41° 44′ 47″ N, 0° 58′ 26″ E / 41.7465109732359°N,0.973889530681601°E   |                                                      |                                            | Modifica les dades a Wikidata |
|        | Masia del Cadiraire        | masia        | Castellserà            |                      |                       | 41° 45′ 45″ N, 0° 59′ 16″ E / 41.7624000948905°N,0.987824626365483°E   |                                                      |                                            | Modifica les dades a Wikidata |
|        | Masia del Teco             | masia        | Castellserà            |                      |                       | 41° 45′ 50″ N, 0° 59′ 05″ E / 41.7639329182605°N,0.984841516020501°E   |                                                      |                                            | Modifica les dades a Wikidata |
|        | Masia l'Esperança          | masia        | Castellserà            |                      |                       | 41° 44′ 29″ N, 0° 59′ 31″ E / 41.7413770604896°N,0.991824371614133°E   |                                                      |                                            | Modifica les dades a Wikidata |
|        | Masia Manel                | masia        | Castellserà            |                      |                       | 41° 45′ 08″ N, 1° 01′ 22″ E / 41.7522074790369°N,1.02272169854715°E    |                                                      |                                            | Modifica les dades a Wikidata |
|        | Cal Daran                  | masia        | Ciutadilla             |                      |                       | 41° 33′ 34″ N, 1° 08′ 35″ E / 41.559485222459°N,1.1431769258037°E      |                                                      |                                            | Modifica les dades a Wikidata |
|        | Cal Janet                  | masia        | Ciutadilla             |                      |                       | 41° 33′ 33″ N, 1° 08′ 17″ E / 41.5591593640728°N,1.13806586803929°E    |                                                      |                                            | Modifica les dades a Wikidata |
|        | Cal Pardal                 | masia        | Ciutadilla             |                      |                       | 41° 32′ 58″ N, 1° 09′ 04″ E / 41.5493456463852°N,1.15112862622822°E    |                                                      |                                            | Modifica les dades a Wikidata |
|        | Cal Serret                 | masia        | Ciutadilla             |                      |                       | 41° 33′ 31″ N, 1° 08′ 11″ E / 41.5585012126208°N,1.13635800086472°E    |                                                      |                                            | Modifica les dades a Wikidata |
|        | Hostal del Cadet           | masia        | Ciutadilla             |                      |                       | 41° 32′ 55″ N, 1° 08′ 34″ E / 41.5485271833121°N,1.14281919489903°E    |                                                      |                                            | Modifica les dades a Wikidata |
|        | l'Hostal                   | masia        | Ciutadilla             |                      |                       | 41° 33′ 52″ N, 1° 07′ 49″ E / 41.5645252398699°N,1.13016460504964°E    |                                                      |                                            | Modifica les dades a Wikidata |
|        | Masia Relat de Dalt        | masia        | Ciutadilla             |                      |                       | 41° 31′ 09″ N, 1° 09′ 43″ E / 41.5190850852373°N,1.16194924966438°E    |                                                      |                                            | Modifica les dades a Wikidata |
|        | Torre del Moi              | masia        | Ciutadilla             |                      |                       | 41° 32′ 03″ N, 1° 08′ 57″ E / 41.5342835301428°N,1.14928022893528°E    |                                                      |                                            | Modifica les dades a Wikidata |
|        | Torre del Sastre           | masia        | Ciutadilla             |                      |                       | 41° 32′ 22″ N, 1° 08′ 10″ E / 41.5395545565663°N,1.13602711531652°E    |                                                      |                                            | Modifica les dades a Wikidata |
|        | la Pastorella              | masia        | els Omells de na Gaia  |                      |                       | 41° 30′ 14″ N, 1° 04′ 32″ E / 41.5039983156827°N,1.07551146824829°E    |                                                      |                                            | Modifica les dades a Wikidata |
|        | Quadra del Mas Déu         | masia        | els Omells de na Gaia  | 563                  |                       | 41° 30′ 45″ N, 1° 05′ 08″ E / 41.512580555556°N,1.0854777777778°E      | bé cultural d'interès local                          | Quadra del Mas Déu (els Omells de na Gaia) | Modifica les dades a Wikidata |
|        | Ca la Manela               | masia        | Guimerà                |                      |                       | 41° 34′ 22″ N, 1° 12′ 24″ E / 41.5727258164838°N,1.20675010778362°E    |                                                      |                                            | Modifica les dades a Wikidata |
|        | Ca la Peça                 | masia        | Guimerà                |                      |                       | 41° 33′ 50″ N, 1° 10′ 37″ E / 41.5639800023109°N,1.17696285582473°E    |                                                      |                                            | Modifica les dades a Wikidata |
|        | Cal Bover                  | masia        | Guimerà                |                      |                       | 41° 34′ 20″ N, 1° 11′ 20″ E / 41.5722557382195°N,1.18883206394103°E    |                                                      |                                            | Modifica les dades a Wikidata |
|        | Cal Cacauero               | masia        | Guimerà                |                      |                       | 41° 34′ 16″ N, 1° 10′ 05″ E / 41.5711149066638°N,1.16799475289115°E    |                                                      |                                            | Modifica les dades a Wikidata |
|        | Cal Cèlia                  | masia        | Guimerà                |                      |                       | 41° 33′ 59″ N, 1° 10′ 37″ E / 41.5663023400753°N,1.17687356880509°E    |                                                      |                                            | Modifica les dades a Wikidata |
|        | Cal Jurminet               | masia        | Guimerà                |                      |                       | 41° 34′ 56″ N, 1° 10′ 14″ E / 41.58213550786°N,1.1706605172347°E       |                                                      |                                            | Modifica les dades a Wikidata |
|        | Cal Petrus                 | masia        | Guimerà                |                      |                       | 41° 33′ 51″ N, 1° 10′ 29″ E / 41.5641344395067°N,1.17477588005575°E    |                                                      |                                            | Modifica les dades a Wikidata |
|        | Cal Rauet                  | masia        | Guimerà                |                      |                       | 41° 34′ 31″ N, 1° 11′ 24″ E / 41.57523705876°N,1.1900463437046°E       |                                                      |                                            | Modifica les dades a Wikidata |
|        | Cal Sebastianet            | masia        | Guimerà                |                      |                       | 41° 34′ 13″ N, 1° 10′ 11″ E / 41.570412983676°N,1.1697920279813°E      |                                                      |                                            | Modifica les dades a Wikidata |
|        | Cal Sebastià Llor          | masia        | Guimerà                |                      |                       | 41° 34′ 38″ N, 1° 11′ 21″ E / 41.5772583526046°N,1.18907610065841°E    |                                                      |                                            | Modifica les dades a Wikidata |
|        | Casa del Bover             | masia        | Guimerà                |                      |                       | 41° 34′ 18″ N, 1° 11′ 31″ E / 41.5717809489354°N,1.19185580397566°E    |                                                      |                                            | Modifica les dades a Wikidata |
|        | l'Agoit del Cec            | masia        | Guimerà                |                      |                       | 41° 33′ 46″ N, 1° 11′ 53″ E / 41.5629063348751°N,1.19797952183105°E    |                                                      |                                            | Modifica les dades a Wikidata |
|        | la Mundeta                 | masia        | Guimerà                |                      |                       | 41° 33′ 48″ N, 1° 10′ 42″ E / 41.5634444436471°N,1.17840500542082°E    |                                                      |                                            | Modifica les dades a Wikidata |
|        | Mas de la Mariona          | masia        | Guimerà                |                      |                       | 41° 34′ 35″ N, 1° 12′ 24″ E / 41.5765087247732°N,1.20675339341997°E    |                                                      |                                            | Modifica les dades a Wikidata |
|        | Mas del Margalló           | masia        | Guimerà                |                      |                       | 41° 32′ 41″ N, 1° 10′ 21″ E / 41.5448042042127°N,1.17240647299522°E    |                                                      |                                            | Modifica les dades a Wikidata |
|        | Masia Relat de Baix        | masia        | Guimerà                |                      |                       | 41° 31′ 12″ N, 1° 10′ 08″ E / 41.519959758561°N,1.1688179023136°E      |                                                      |                                            | Modifica les dades a Wikidata |
|        | Cal Berguedà               | masia        | la Fuliola             |                      |                       | 41° 42′ 54″ N, 1° 01′ 20″ E / 41.7151260212989°N,1.02209205925078°E    |                                                      |                                            | Modifica les dades a Wikidata |
|        | Cal Cilona                 | masia        | la Fuliola             |                      |                       | 41° 43′ 01″ N, 1° 01′ 06″ E / 41.716880594562°N,1.0183358518873°E      |                                                      |                                            | Modifica les dades a Wikidata |
|        | Cal Colomí                 | masia        | la Fuliola             |                      |                       | 41° 43′ 43″ N, 0° 59′ 31″ E / 41.7285990403556°N,0.991945995282188°E   |                                                      |                                            | Modifica les dades a Wikidata |
|        | Cal Jaume Vidal            | masia        | la Fuliola             |                      |                       | 41° 43′ 03″ N, 1° 01′ 07″ E / 41.7174717162553°N,1.01866629091559°E    |                                                      |                                            | Modifica les dades a Wikidata |
|        | Cal Joan Huguet            | masia        | la Fuliola             |                      |                       | 41° 43′ 03″ N, 1° 01′ 02″ E / 41.7175075701455°N,1.0170904558545°E     |                                                      |                                            | Modifica les dades a Wikidata |
|        | Cal Pastocs                | masia        | la Fuliola             |                      |                       | 41° 42′ 45″ N, 1° 01′ 22″ E / 41.7125995253455°N,1.02286670069294°E    |                                                      |                                            | Modifica les dades a Wikidata |
|        | Masia Cafeter              | masia        | la Fuliola             |                      |                       | 41° 42′ 33″ N, 0° 58′ 53″ E / 41.7091480633561°N,0.981325649179818°E   |                                                      |                                            | Modifica les dades a Wikidata |
|        | Masia Felip del Cuco       | masia        | la Fuliola             |                      |                       | 41° 42′ 54″ N, 1° 00′ 12″ E / 41.714883427896°N,1.00338378091086°E     |                                                      |                                            | Modifica les dades a Wikidata |
|        | Masia Graells              | masia        | la Fuliola             |                      |                       | 41° 42′ 57″ N, 1° 00′ 06″ E / 41.715867°N,1.001729°E                   |                                                      |                                            | Modifica les dades a Wikidata |
|        | Masia Ribalta Ros          | masia        | la Fuliola             |                      |                       | 41° 43′ 40″ N, 0° 59′ 42″ E / 41.7277°N,0.995022°E                     |                                                      |                                            | Modifica les dades a Wikidata |
|        | Masia Utgés                | masia        | la Fuliola             |                      |                       | 41° 43′ 33″ N, 0° 59′ 05″ E / 41.72593333°N,0.98468944°E               |                                                      |                                            | Modifica les dades a Wikidata |
|        | el Molí de Vent            | masia        | Maldà                  |                      |                       | 41° 33′ 22″ N, 1° 02′ 49″ E / 41.5560100016754°N,1.0470612783624°E     |                                                      |                                            | Modifica les dades a Wikidata |
|        | Farinera de Maldà          | masia        | Maldà                  |                      |                       | 41° 33′ 03″ N, 1° 01′ 50″ E / 41.5508818437021°N,1.03050173216196°E    |                                                      |                                            | Modifica les dades a Wikidata |
|        | la Casa del Magatzem       | masia        | Maldà                  |                      |                       | 41° 33′ 06″ N, 1° 02′ 01″ E / 41.5515587885877°N,1.03374246897453°E    |                                                      |                                            | Modifica les dades a Wikidata |
|        | Mas Butllons               | masia        | Maldà                  |                      |                       | 41° 30′ 32″ N, 1° 02′ 23″ E / 41.508824347134°N,1.0397252415924°E      |                                                      |                                            | Modifica les dades a Wikidata |
|        | Mas de la Rata             | masia        | Maldà                  |                      |                       | 41° 30′ 43″ N, 1° 00′ 52″ E / 41.511993550933°N,1.014466116192°E       |                                                      |                                            | Modifica les dades a Wikidata |
|        | Mas de les Comes           | masia        | Maldà                  |                      |                       | 41° 31′ 27″ N, 1° 01′ 54″ E / 41.5241058274036°N,1.03161382325892°E    |                                                      |                                            | Modifica les dades a Wikidata |
|        | Mas de les Setze           | masia        | Maldà                  |                      |                       | 41° 30′ 49″ N, 1° 02′ 35″ E / 41.5136470921616°N,1.04311100202075°E    |                                                      |                                            | Modifica les dades a Wikidata |
|        | Mas de Maldanell           | masia        | Maldà                  |                      |                       | 41° 32′ 45″ N, 1° 02′ 45″ E / 41.545855158827°N,1.0458000339892°E      |                                                      |                                            | Modifica les dades a Wikidata |
|        | Mas del Puig               | masia        | Maldà                  |                      |                       | 41° 32′ 52″ N, 1° 00′ 37″ E / 41.5478689008082°N,1.01035518616803°E    |                                                      |                                            | Modifica les dades a Wikidata |
|        | Mas Françó                 | masia        | Maldà                  |                      |                       | 41° 30′ 32″ N, 1° 02′ 11″ E / 41.5089115682775°N,1.03636391772768°E    |                                                      |                                            | Modifica les dades a Wikidata |
|        | Torre del Genet            | masia        | Nalec                  |                      |                       | 41° 33′ 13″ N, 1° 07′ 42″ E / 41.553532817382°N,1.1283020597797°E      |                                                      |                                            | Modifica les dades a Wikidata |
|        | Cal Cabana                 | masia        | Ossó de Sió            |                      |                       | 41° 46′ 33″ N, 1° 09′ 44″ E / 41.7758149642688°N,1.16217924477409°E    |                                                      |                                            | Modifica les dades a Wikidata |
|        | Cal Carretes               | masia        | Ossó de Sió            |                      |                       | 41° 44′ 39″ N, 1° 10′ 33″ E / 41.7441240273214°N,1.1759272617461°E     |                                                      |                                            | Modifica les dades a Wikidata |
|        | Cal Termenet               | masia        | Ossó de Sió            |                      |                       | 41° 46′ 12″ N, 1° 10′ 09″ E / 41.7699832407895°N,1.16922737209314°E    |                                                      |                                            | Modifica les dades a Wikidata |
|        | la Masieta                 | masia        | Ossó de Sió            |                      |                       | 41° 45′ 20″ N, 1° 09′ 09″ E / 41.7554659377569°N,1.15242795749523°E    |                                                      |                                            | Modifica les dades a Wikidata |
|        | Masia Bernaus              | masia        | Ossó de Sió            |                      |                       | 41° 44′ 19″ N, 1° 08′ 22″ E / 41.7386743349483°N,1.13938144710598°E    |                                                      |                                            | Modifica les dades a Wikidata |
|        | Masia Foixet               | masia        | Ossó de Sió            |                      |                       | 41° 44′ 40″ N, 1° 07′ 13″ E / 41.744432257825°N,1.12019005956288°E     |                                                      |                                            | Modifica les dades a Wikidata |
|        | Masia Guim                 | masia        | Ossó de Sió            |                      |                       | 41° 44′ 22″ N, 1° 08′ 24″ E / 41.7395322324707°N,1.14007817982803°E    |                                                      |                                            | Modifica les dades a Wikidata |
|        | Peraltes                   | masia        | Ossó de Sió            |                      |                       | 41° 45′ 37″ N, 1° 09′ 22″ E / 41.760230687134°N,1.1559864858322°E      |                                                      |                                            | Modifica les dades a Wikidata |
|        | Torre d'Alfud              | masia        | Preixana               |                      |                       | 41° 36′ 46″ N, 1° 02′ 43″ E / 41.6128300732212°N,1.04528774463334°E    |                                                      |                                            | Modifica les dades a Wikidata |
|        | Torre del Pastiri          | masia        | Preixana               |                      |                       | 41° 37′ 21″ N, 1° 03′ 24″ E / 41.6224331480422°N,1.05655672494704°E    |                                                      |                                            | Modifica les dades a Wikidata |
|        | Cal Delfí                  | masia        | Puigverd d'Agramunt    |                      |                       | 41° 43′ 59″ N, 1° 05′ 09″ E / 41.732964257909°N,1.0858268794786°E      |                                                      |                                            | Modifica les dades a Wikidata |
|        | Cal Ferran                 | masia        | Puigverd d'Agramunt    |                      |                       | 41° 46′ 48″ N, 1° 09′ 20″ E / 41.780035675055°N,1.1554190066304°E      |                                                      |                                            | Modifica les dades a Wikidata |
|        | Cal Panet                  | masia        | Puigverd d'Agramunt    |                      |                       | 41° 44′ 03″ N, 1° 05′ 08″ E / 41.7342869182329°N,1.08559216384476°E    |                                                      |                                            | Modifica les dades a Wikidata |
|        | Cal Vicenç Mas             | masia        | Puigverd d'Agramunt    |                      |                       | 41° 47′ 30″ N, 1° 08′ 19″ E / 41.7916540554032°N,1.13848747247033°E    |                                                      |                                            | Modifica les dades a Wikidata |
|        | Mas Asineta                | masia        | Puigverd d'Agramunt    |                      |                       | 41° 44′ 31″ N, 1° 06′ 11″ E / 41.7420429682955°N,1.10305124737223°E    |                                                      |                                            | Modifica les dades a Wikidata |
|        | Mas Guineu                 | masia        | Puigverd d'Agramunt    |                      |                       | 41° 43′ 19″ N, 1° 04′ 27″ E / 41.72196106502°N,1.0741319590203°E       |                                                      |                                            | Modifica les dades a Wikidata |
|        | Masia Andon                | masia        | Puigverd d'Agramunt    |                      |                       | 41° 42′ 26″ N, 1° 03′ 12″ E / 41.7071311481273°N,1.05337013737736°E    |                                                      |                                            | Modifica les dades a Wikidata |
|        | Masia de l'Esteve          | masia        | Puigverd d'Agramunt    |                      |                       | 41° 43′ 30″ N, 1° 04′ 41″ E / 41.725038020309°N,1.07808839620951°E     |                                                      |                                            | Modifica les dades a Wikidata |
|        | Masia del Sostres          | masia        | Puigverd d'Agramunt    |                      |                       | 41° 42′ 45″ N, 1° 02′ 57″ E / 41.712533453065°N,1.0491717984365°E      |                                                      |                                            | Modifica les dades a Wikidata |
|        | Masia Flaressa             | masia        | Puigverd d'Agramunt    |                      |                       | 41° 43′ 56″ N, 1° 05′ 41″ E / 41.73220556°N,1.09461111°E               |                                                      |                                            | Modifica les dades a Wikidata |
|        | Masia Guinella             | masia        | Puigverd d'Agramunt    |                      |                       | 41° 42′ 15″ N, 1° 02′ 28″ E / 41.704288740769°N,1.0410083187408°E      |                                                      |                                            | Modifica les dades a Wikidata |
|        | Masia Ramonillo            | masia        | Puigverd d'Agramunt    |                      |                       | 41° 44′ 05″ N, 1° 05′ 24″ E / 41.73459694°N,1.08994722°E               |                                                      |                                            | Modifica les dades a Wikidata |
|        | Cal Pallàs                 | masia        | Sant Martí de Riucorb  |                      |                       | 41° 33′ 43″ N, 1° 03′ 39″ E / 41.5619519441701°N,1.06074505301109°E    |                                                      |                                            | Modifica les dades a Wikidata |
|        | Cal Serra                  | masia        | Sant Martí de Riucorb  |                      |                       | 41° 33′ 21″ N, 1° 05′ 35″ E / 41.5558026404171°N,1.09318437490846°E    |                                                      |                                            | Modifica les dades a Wikidata |
|        | Can Cosme                  | masia        | Sant Martí de Riucorb  |                      |                       | 41° 33′ 31″ N, 1° 05′ 31″ E / 41.5586081009896°N,1.09181880403437°E    |                                                      |                                            | Modifica les dades a Wikidata |
|        | Casa de Cal Flaret         | masia        | Sant Martí de Riucorb  |                      |                       | 41° 33′ 19″ N, 1° 05′ 36″ E / 41.5552460839895°N,1.09329666459716°E    |                                                      |                                            | Modifica les dades a Wikidata |
|        | Casa del Xollat            | masia        | Sant Martí de Riucorb  |                      |                       | 41° 33′ 17″ N, 1° 05′ 28″ E / 41.5547587686573°N,1.09106873274165°E    |                                                      |                                            | Modifica les dades a Wikidata |
|        | la Masia                   | masia        | Sant Martí de Riucorb  |                      |                       | 41° 32′ 21″ N, 1° 04′ 06″ E / 41.5390304669883°N,1.06827521496496°E    |                                                      |                                            | Modifica les dades a Wikidata |
|        | Mas de l'Estruc            | masia        | Sant Martí de Riucorb  |                      |                       | 41° 34′ 25″ N, 1° 01′ 47″ E / 41.5736278992165°N,1.0296907383225°E     |                                                      |                                            | Modifica les dades a Wikidata |
|        | Torre del Trilla           | masia        | Sant Martí de Riucorb  |                      |                       | 41° 35′ 00″ N, 1° 02′ 18″ E / 41.5832076316865°N,1.03844435064002°E    |                                                      |                                            | Modifica les dades a Wikidata |
|        | Torreta de l'Escultor      | masia        | Sant Martí de Riucorb  |                      |                       | 41° 34′ 25″ N, 1° 01′ 04″ E / 41.5736668916763°N,1.01781536555978°E    |                                                      |                                            | Modifica les dades a Wikidata |
|        | Ca l'Hortolà               | masia        | Tàrrega                |                      |                       | 41° 43′ 36″ N, 1° 06′ 47″ E / 41.72669°N,1.11301°E                     |                                                      |                                            | Modifica les dades a Wikidata |
|        | Cal Casavella              | masia        | Tàrrega                |                      |                       | 41° 43′ 47″ N, 1° 06′ 19″ E / 41.729682257945°N,1.1051612880624°E      |                                                      |                                            | Modifica les dades a Wikidata |
|        | Cal Comes                  | masia        | Tàrrega                |                      |                       | 41° 42′ 10″ N, 1° 07′ 22″ E / 41.7026928195303°N,1.12275269750704°E    |                                                      |                                            | Modifica les dades a Wikidata |
|        | Cal Giribet                | masia        | Tàrrega                |                      |                       | 41° 40′ 43″ N, 1° 04′ 43″ E / 41.6786561467255°N,1.07873667242337°E    |                                                      |                                            | Modifica les dades a Wikidata |
|        | Cal Miralles               | masia        | Tàrrega                |                      |                       | 41° 42′ 56″ N, 1° 11′ 41″ E / 41.7156354670955°N,1.19469211044194°E    |                                                      |                                            | Modifica les dades a Wikidata |
|        | Cal Montserrat             | masia        | Tàrrega                |                      |                       | 41° 43′ 09″ N, 1° 05′ 12″ E / 41.7190840432319°N,1.08668071872329°E    |                                                      |                                            | Modifica les dades a Wikidata |
|        | Corbella                   | masia        | Tàrrega                |                      | enderrocat o destruït |                                                                        |                                                      | La Corbella (el Talladell)                 | Modifica les dades a Wikidata |
|        | els Pins de la Maresca     | masia        | Tàrrega                |                      |                       | 41° 37′ 43″ N, 1° 10′ 41″ E / 41.6285559314515°N,1.17794122556371°E    |                                                      |                                            | Modifica les dades a Wikidata |
|        | Hostal del Bosc            | masia        | Tàrrega                |                      |                       | 41° 40′ 41″ N, 1° 08′ 34″ E / 41.6780325927728°N,1.14269152056207°E    |                                                      |                                            | Modifica les dades a Wikidata |
|        | l'Hostal                   | masia        | Tàrrega                |                      |                       | 41° 39′ 26″ N, 1° 07′ 49″ E / 41.6571603782185°N,1.13023695186046°E    |                                                      |                                            | Modifica les dades a Wikidata |
|        | la Casa Encantada          | masia        | Tàrrega                |                      |                       | 41° 38′ 33″ N, 1° 09′ 05″ E / 41.6424156708875°N,1.15133942871166°E    |                                                      |                                            | Modifica les dades a Wikidata |
|        | la Casa Nova               | masia        | Tàrrega                |                      |                       | 41° 43′ 53″ N, 1° 06′ 49″ E / 41.7314921999453°N,1.11373812543501°E    |                                                      |                                            | Modifica les dades a Wikidata |
|        | la Torre                   | masia        | Tàrrega                |                      |                       | 41° 41′ 34″ N, 1° 09′ 16″ E / 41.692655290775°N,1.1543135882155°E      |                                                      |                                            | Modifica les dades a Wikidata |
|        | les Masies                 | masia        | Tàrrega                |                      |                       | 41° 40′ 52″ N, 1° 08′ 41″ E / 41.6810302857866°N,1.14482791716101°E    |                                                      |                                            | Modifica les dades a Wikidata |
|        | Mas del Caminer            | masia        | Tàrrega                |                      |                       | 41° 41′ 37″ N, 1° 06′ 31″ E / 41.6936633667792°N,1.10872773749125°E    |                                                      |                                            | Modifica les dades a Wikidata |
|        | Masia als afores d'Altet   | masia        | Tàrrega                | 346                  |                       | 41° 40′ 38″ N, 1° 08′ 15″ E / 41.677308333333°N,1.1375944444444°E      | bé cultural d'interès local                          | Casa a Altet                               | Modifica les dades a Wikidata |
|        | Masia Arbonès              | masia        | Tàrrega                |                      |                       | 41° 43′ 06″ N, 1° 05′ 00″ E / 41.7182737901815°N,1.08345907305003°E    |                                                      |                                            | Modifica les dades a Wikidata |
|        | Masia Berguedà             | masia        | Tàrrega                |                      |                       | 41° 41′ 11″ N, 1° 05′ 41″ E / 41.686355070713°N,1.09486013077804°E     |                                                      |                                            | Modifica les dades a Wikidata |
|        | Masia Creus                | masia        | Tàrrega                |                      |                       | 41° 43′ 34″ N, 1° 06′ 34″ E / 41.7261728024929°N,1.10956565654476°E    |                                                      |                                            | Modifica les dades a Wikidata |
|        | Masia d'en Marçal          | masia        | Tàrrega                |                      |                       | 41° 41′ 11″ N, 1° 09′ 21″ E / 41.6863125580442°N,1.15573007501041°E    |                                                      |                                            | Modifica les dades a Wikidata |
|        | Masia d'en Vinyes          | masia        | Tàrrega                |                      |                       | 41° 40′ 53″ N, 1° 10′ 17″ E / 41.6812933210983°N,1.17134777836896°E    |                                                      |                                            | Modifica les dades a Wikidata |
|        | Masia del Carrenyo         | masia        | Tàrrega                |                      |                       | 41° 40′ 42″ N, 1° 08′ 56″ E / 41.678428316262°N,1.14879510512153°E     |                                                      |                                            | Modifica les dades a Wikidata |
|        | Masia del Carreró          | masia        | Tàrrega                |                      |                       | 41° 41′ 46″ N, 1° 06′ 01″ E / 41.6961536887619°N,1.10026692197742°E    |                                                      |                                            | Modifica les dades a Wikidata |
|        | Masia del Codina           | masia        | Tàrrega                |                      |                       | 41° 37′ 33″ N, 1° 10′ 53″ E / 41.6258292142485°N,1.18149916167517°E    |                                                      |                                            | Modifica les dades a Wikidata |
|        | Masia del Fontova          | masia        | Tàrrega                |                      |                       | 41° 37′ 45″ N, 1° 08′ 00″ E / 41.629270167129°N,1.1333148698498°E      |                                                      |                                            | Modifica les dades a Wikidata |
|        | Masia del Marges           | masia        | Tàrrega                |                      |                       | 41° 39′ 03″ N, 1° 11′ 08″ E / 41.6509391420388°N,1.18544024231993°E    |                                                      |                                            | Modifica les dades a Wikidata |
|        | Masia del Pont             | masia        | Tàrrega                |                      |                       | 41° 38′ 50″ N, 1° 10′ 17″ E / 41.647204152036°N,1.17141177993693°E     |                                                      |                                            | Modifica les dades a Wikidata |
|        | Masia del Puget            | masia        | Tàrrega                |                      |                       | 41° 38′ 46″ N, 1° 06′ 49″ E / 41.64606100092°N,1.1136180683573°E       |                                                      |                                            | Modifica les dades a Wikidata |
|        | Masia del Pujolet          | masia        | Tàrrega                |                      |                       | 41° 41′ 17″ N, 1° 05′ 17″ E / 41.6881153975054°N,1.08805549778564°E    |                                                      |                                            | Modifica les dades a Wikidata |
|        | Masia del Rovinat          | masia        | Tàrrega                |                      |                       | 41° 38′ 02″ N, 1° 07′ 51″ E / 41.6337875544062°N,1.13075673160354°E    |                                                      |                                            | Modifica les dades a Wikidata |
|        | Masia del Vila             | masia        | Tàrrega                |                      |                       | 41° 41′ 19″ N, 1° 06′ 00″ E / 41.6886481113755°N,1.10007929834318°E    |                                                      |                                            | Modifica les dades a Wikidata |
|        | Masia del Vilar            | masia        | Tàrrega                |                      |                       | 41° 41′ 19″ N, 1° 05′ 46″ E / 41.6885545007569°N,1.09605684974082°E    |                                                      |                                            | Modifica les dades a Wikidata |
|        | Masia Gasset               | masia        | Tàrrega                |                      |                       | 41° 42′ 48″ N, 1° 07′ 15″ E / 41.713242°N,1.12077°E                    | bé cultural d'interès local                          |                                            | Modifica les dades a Wikidata |
|        | Masia Ribalta              | masia        | Tàrrega                |                      |                       | 41° 41′ 22″ N, 1° 05′ 11″ E / 41.68938°N,1.08639°E                     | bé cultural d'interès local                          |                                            | Modifica les dades a Wikidata |
|        | Masia Ribalta              | masia        | Tàrrega                |                      |                       | 41° 41′ 23″ N, 1° 05′ 14″ E / 41.689754649122°N,1.0871088332975°E      |                                                      |                                            | Modifica les dades a Wikidata |
|        | Masia Sala                 | masia        | Tàrrega                |                      |                       | 41° 40′ 52″ N, 1° 03′ 35″ E / 41.68118969012°N,1.0597303460496°E       |                                                      |                                            | Modifica les dades a Wikidata |
|        | Masia Segarra              | masia        | Tàrrega                |                      |                       | 41° 41′ 32″ N, 1° 06′ 13″ E / 41.6921630987529°N,1.1034965822486°E     |                                                      |                                            | Modifica les dades a Wikidata |
|        | Masia Taixes               | masia        | Tàrrega                |                      |                       | 41° 41′ 29″ N, 1° 06′ 50″ E / 41.691290851681°N,1.11397617686315°E     |                                                      |                                            | Modifica les dades a Wikidata |
|        | Masia Torre del Codina     | masia        | Tàrrega                |                      |                       | 41° 37′ 33″ N, 1° 10′ 54″ E / 41.62574°N,1.18174°E                     | bé cultural d'interès local                          |                                            | Modifica les dades a Wikidata |
|        | Masia Tàssies              | masia        | Tàrrega                |                      |                       | 41° 41′ 34″ N, 1° 05′ 59″ E / 41.6928293630655°N,1.09966782711533°E    |                                                      |                                            | Modifica les dades a Wikidata |
|        | Torre del Jover            | masia        | Tàrrega                |                      |                       | 41° 37′ 48″ N, 1° 07′ 46″ E / 41.630010691937°N,1.12946133110139°E     |                                                      |                                            | Modifica les dades a Wikidata |
|        | Torre del Magí             | masia        | Tàrrega                |                      |                       | 41° 37′ 30″ N, 1° 07′ 26″ E / 41.624903626707°N,1.12391923309532°E     |                                                      |                                            | Modifica les dades a Wikidata |
|        | Torre del Pont             | masia        | Tàrrega                |                      |                       | 41° 38′ 51″ N, 1° 10′ 22″ E / 41.6476206976984°N,1.17268485090886°E    |                                                      |                                            | Modifica les dades a Wikidata |
|        | Torre del Teto             | masia        | Tàrrega                |                      |                       | 41° 38′ 41″ N, 1° 06′ 51″ E / 41.6446298295259°N,1.11411325326603°E    |                                                      |                                            | Modifica les dades a Wikidata |
|        | Torre Morlans              | masia        | Tàrrega                |                      |                       | 41° 39′ 22″ N, 1° 07′ 23″ E / 41.656120741754°N,1.1229319705969°E      |                                                      |                                            | Modifica les dades a Wikidata |
|        | Ulldegat                   | masia        | Tàrrega                |                      |                       | 41° 38′ 50″ N, 1° 11′ 07″ E / 41.647197148173°N,1.18517303330392°E     |                                                      |                                            | Modifica les dades a Wikidata |
|        | Xalet del Marina           | masia        | Tàrrega                |                      |                       | 41° 38′ 17″ N, 1° 08′ 00″ E / 41.6381790403524°N,1.13329517159293°E    |                                                      |                                            | Modifica les dades a Wikidata |
|        | Cal Cortés                 | masia        | Tornabous              |                      |                       | 41° 42′ 14″ N, 1° 04′ 30″ E / 41.7039845309928°N,1.07508615332755°E    |                                                      |                                            | Modifica les dades a Wikidata |
|        | Cal Felip                  | masia        | Tornabous              |                      |                       | 41° 42′ 13″ N, 1° 03′ 52″ E / 41.7035094487065°N,1.06450018918078°E    |                                                      |                                            | Modifica les dades a Wikidata |
|        | Cal Foix                   | masia        | Tornabous              |                      |                       | 41° 42′ 51″ N, 1° 05′ 15″ E / 41.714080105776°N,1.087589502154°E       |                                                      |                                            | Modifica les dades a Wikidata |
|        | Cal Niu                    | masia        | Tornabous              |                      |                       | 41° 41′ 42″ N, 1° 04′ 02″ E / 41.6949810021151°N,1.06721941320178°E    |                                                      |                                            | Modifica les dades a Wikidata |
|        | Cal Paperer                | masia        | Tornabous              |                      |                       | 41° 42′ 01″ N, 1° 04′ 34″ E / 41.700376535753°N,1.0759781138533°E      |                                                      |                                            | Modifica les dades a Wikidata |
|        | Cal Pelletes               | masia        | Tornabous              |                      |                       | 41° 42′ 03″ N, 1° 00′ 51″ E / 41.7007073190664°N,1.01430198047306°E    |                                                      |                                            | Modifica les dades a Wikidata |
|        | Cal Pla                    | masia        | Tornabous              |                      |                       | 41° 43′ 06″ N, 1° 05′ 51″ E / 41.7183700491928°N,1.09737663023257°E    |                                                      |                                            | Modifica les dades a Wikidata |
|        | Cal Pobla                  | masia        | Tornabous              |                      |                       | 41° 43′ 35″ N, 1° 04′ 11″ E / 41.7262767047433°N,1.06977995389373°E    |                                                      |                                            | Modifica les dades a Wikidata |
|        | Cal Sinyor                 | masia        | Tornabous              |                      |                       | 41° 41′ 47″ N, 1° 03′ 49″ E / 41.6963422355507°N,1.06354952286364°E    |                                                      |                                            | Modifica les dades a Wikidata |
|        | Cal Soques                 | masia        | Tornabous              |                      |                       | 41° 44′ 09″ N, 1° 04′ 22″ E / 41.7357204509811°N,1.07275570652766°E    |                                                      |                                            | Modifica les dades a Wikidata |
|        | Cal Txinel                 | masia        | Tornabous              |                      |                       | 41° 42′ 39″ N, 1° 01′ 41″ E / 41.7107805635958°N,1.02812695409388°E    |                                                      |                                            | Modifica les dades a Wikidata |
|        | el Molí                    | masia        | Tornabous              |                      |                       | 41° 43′ 49″ N, 1° 02′ 12″ E / 41.7302206513547°N,1.03677821337649°E    |                                                      |                                            | Modifica les dades a Wikidata |
|        | Mas Ferrer                 | masia        | Tornabous              |                      |                       | 41° 42′ 12″ N, 1° 03′ 34″ E / 41.7032813198039°N,1.05951945973138°E    |                                                      |                                            | Modifica les dades a Wikidata |
|        | Masia Coma                 | masia        | Tornabous              |                      |                       | 41° 42′ 04″ N, 1° 02′ 43″ E / 41.7011647441195°N,1.04517371917991°E    |                                                      |                                            | Modifica les dades a Wikidata |
|        | Masia del Font             | masia        | Tornabous              |                      |                       | 41° 43′ 03″ N, 1° 03′ 08″ E / 41.7175580882956°N,1.05215383588891°E    |                                                      |                                            | Modifica les dades a Wikidata |
|        | Masia del Ros              | masia        | Tornabous              |                      |                       | 41° 43′ 01″ N, 1° 05′ 48″ E / 41.717054589025°N,1.09680237929139°E     |                                                      |                                            | Modifica les dades a Wikidata |
|        | Masia del Sostres          | masia        | Tornabous              |                      |                       | 41° 42′ 46″ N, 1° 03′ 30″ E / 41.7127179383749°N,1.05832204427399°E    |                                                      |                                            | Modifica les dades a Wikidata |
|        | Masia Guinella             | masia        | Tornabous              |                      |                       | 41° 42′ 15″ N, 1° 02′ 54″ E / 41.7040538509399°N,1.04823499578887°E    |                                                      |                                            | Modifica les dades a Wikidata |
|        | Masia Ivós                 | masia        | Tornabous              |                      |                       | 41° 41′ 29″ N, 1° 01′ 56″ E / 41.6913589483114°N,1.03212095179119°E    |                                                      |                                            | Modifica les dades a Wikidata |
|        | Masia Paradera             | masia        | Tornabous              |                      |                       | 41° 41′ 32″ N, 1° 03′ 11″ E / 41.6923095381481°N,1.05302416707301°E    |                                                      |                                            | Modifica les dades a Wikidata |
|        | Masia Peguera              | masia        | Tornabous              |                      |                       | 41° 42′ 28″ N, 1° 04′ 35″ E / 41.7077061019218°N,1.07627316551535°E    |                                                      |                                            | Modifica les dades a Wikidata |
|        | Masia Saurina              | masia        | Tornabous              |                      |                       | 41° 41′ 30″ N, 1° 03′ 57″ E / 41.6915543904371°N,1.06590413192731°E    |                                                      |                                            | Modifica les dades a Wikidata |
|        | Masia Tardà                | masia        | Tornabous              |                      |                       | 41° 43′ 16″ N, 1° 03′ 06″ E / 41.7211247078961°N,1.05162533560248°E    |                                                      |                                            | Modifica les dades a Wikidata |
|        | Masia Vicent               | masia        | Tornabous              |                      |                       | 41° 42′ 21″ N, 1° 04′ 55″ E / 41.705878160649°N,1.0818233512366°E      |                                                      |                                            | Modifica les dades a Wikidata |
|        | Masia Vilaró               | masia        | Tornabous              |                      |                       | 41° 41′ 55″ N, 1° 02′ 46″ E / 41.6984862572464°N,1.04602397486744°E    |                                                      |                                            | Modifica les dades a Wikidata |
|        | Ca l'Albereda              | masia        | Vallbona de les Monges |                      |                       | 41° 31′ 40″ N, 1° 05′ 18″ E / 41.5276410862501°N,1.08846241522576°E    |                                                      |                                            | Modifica les dades a Wikidata |
|        | Ca l'Antonet               | masia        | Vallbona de les Monges |                      |                       | 41° 30′ 29″ N, 1° 08′ 35″ E / 41.508168°N,1.143092°E                   |                                                      |                                            | Modifica les dades a Wikidata |
|        | Cal Pau                    | masia        | Vallbona de les Monges |                      |                       | 41° 30′ 30″ N, 1° 08′ 32″ E / 41.508227865533°N,1.14209052999626°E     |                                                      |                                            | Modifica les dades a Wikidata |
|        | Cal Valentí                | masia        | Vallbona de les Monges |                      |                       | 41° 30′ 14″ N, 1° 09′ 12″ E / 41.5039070912692°N,1.15342861709292°E    |                                                      |                                            | Modifica les dades a Wikidata |
|        | el Xalet                   | masia        | Vallbona de les Monges |                      |                       | 41° 30′ 28″ N, 1° 08′ 37″ E / 41.5077668687001°N,1.14366137969051°E    |                                                      |                                            | Modifica les dades a Wikidata |
|        | Hostal del Manta           | masia        | Vallbona de les Monges |                      |                       | 41° 29′ 07″ N, 1° 08′ 26″ E / 41.4853901257205°N,1.14064715359401°E    |                                                      |                                            | Modifica les dades a Wikidata |
|        | Hostal del Tallat          | masia        | Vallbona de les Monges |                      |                       | 41° 28′ 54″ N, 1° 08′ 28″ E / 41.481687274513°N,1.1411510157568°E      |                                                      |                                            | Modifica les dades a Wikidata |
|        | l'Olivera                  | masia        | Vallbona de les Monges |                      |                       | 41° 31′ 25″ N, 1° 05′ 14″ E / 41.5236949247804°N,1.08730819583066°E    |                                                      |                                            | Modifica les dades a Wikidata |
|        | la Fulla                   | masia        | Vallbona de les Monges |                      |                       | 41° 30′ 24″ N, 1° 07′ 38″ E / 41.50668078993°N,1.1272561729034°E       |                                                      |                                            | Modifica les dades a Wikidata |
|        | la Masó                    | masia        | Vallbona de les Monges |                      |                       | 41° 29′ 02″ N, 1° 06′ 31″ E / 41.483860931436°N,1.1087496141001°E      |                                                      |                                            | Modifica les dades a Wikidata |
|        | Manantial del Vilanova     | masia        | Vallbona de les Monges |                      |                       | 41° 30′ 24″ N, 1° 08′ 11″ E / 41.5067382461235°N,1.13630995011482°E    |                                                      |                                            | Modifica les dades a Wikidata |
|        | Mas d'en Castro            | masia        | Vallbona de les Monges |                      |                       | 41° 30′ 14″ N, 1° 07′ 56″ E / 41.503881930901°N,1.13235417701449°E     |                                                      |                                            | Modifica les dades a Wikidata |
|        | Mas del Cantó              | masia        | Vallbona de les Monges |                      |                       | 41° 30′ 49″ N, 1° 03′ 59″ E / 41.5136627522461°N,1.06639361158223°E    |                                                      |                                            | Modifica les dades a Wikidata |
|        | Mas Déu                    | masia        | Vallbona de les Monges |                      |                       | 41° 30′ 45″ N, 1° 05′ 07″ E / 41.5125288896697°N,1.08528839895739°E    |                                                      |                                            | Modifica les dades a Wikidata |
|        | Mas Vilanova               | masia        | Vallbona de les Monges |                      |                       | 41° 30′ 08″ N, 1° 09′ 07″ E / 41.5021824808872°N,1.15203990575834°E    |                                                      |                                            | Modifica les dades a Wikidata |
|        | Masia del Targa            | masia        | Vallbona de les Monges |                      |                       | 41° 30′ 12″ N, 1° 07′ 53″ E / 41.5032367626802°N,1.13145016945537°E    |                                                      |                                            | Modifica les dades a Wikidata |
|        | Torre de l'Aiats           | masia        | Vallbona de les Monges |                      |                       | 41° 31′ 07″ N, 1° 06′ 13″ E / 41.5187050035703°N,1.10360963993765°E    |                                                      |                                            | Modifica les dades a Wikidata |
|        | Torre de la Pica           | masia        | Vallbona de les Monges |                      |                       | 41° 30′ 23″ N, 1° 07′ 38″ E / 41.5063304396827°N,1.12728739384685°E    |                                                      |                                            | Modifica les dades a Wikidata |
|        | Cal Teto                   | masia        | Vilagrassa             |                      |                       | 41° 37′ 56″ N, 1° 04′ 06″ E / 41.6321608757441°N,1.06834150003837°E    |                                                      |                                            | Modifica les dades a Wikidata |
|        | Mas de l'Estadella         | masia        | Vilagrassa             |                      |                       | 41° 37′ 09″ N, 1° 04′ 24″ E / 41.6191409093249°N,1.0733872272264°E     |                                                      |                                            | Modifica les dades a Wikidata |
|        | Masia del Botes            | masia        | Vilagrassa             |                      |                       | 41° 38′ 03″ N, 1° 04′ 21″ E / 41.6340756256928°N,1.07241416165198°E    |                                                      |                                            | Modifica les dades a Wikidata |
|        | Torre del Blasi            | masia        | Vilagrassa             |                      |                       | 41° 38′ 00″ N, 1° 03′ 23″ E / 41.633398277726°N,1.0563627426513°E      |                                                      |                                            | Modifica les dades a Wikidata |
|        | Torre del Fuster de la Gol | masia        | Vilagrassa             |                      |                       | 41° 38′ 30″ N, 1° 04′ 18″ E / 41.641762904772°N,1.0717199978572°E      |                                                      |                                            | Modifica les dades a Wikidata |
|        | Torre del Niu              | masia        | Vilagrassa             |                      |                       | 41° 37′ 41″ N, 1° 04′ 31″ E / 41.6280540333457°N,1.07533057512774°E    |                                                      |                                            | Modifica les dades a Wikidata |
|        | Torre del Pagès            | masia        | Vilagrassa             |                      |                       | 41° 38′ 20″ N, 1° 03′ 31″ E / 41.638840028329°N,1.0586004078617°E      |                                                      |                                            | Modifica les dades a Wikidata |
|        | Torre del Ros de Verdú     | masia        | Vilagrassa             |                      |                       | 41° 38′ 01″ N, 1° 05′ 30″ E / 41.6336332810266°N,1.09177989355349°E    |                                                      |                                            | Modifica les dades a Wikidata |
|        | Torreta del Bitxo          | masia        | Vilagrassa             |                      |                       | 41° 38′ 43″ N, 1° 06′ 11″ E / 41.6451392786064°N,1.10293145189141°E    |                                                      |                                            | Modifica les dades a Wikidata |